# 금지선
금지선(영어: Forbidden line)은 양자역학의 선택규칙에 의해 허용되지 않는, 일반적으로 원자핵, 원자, 또는 분자가 "금지된" 에너지 천이 과정에서 방출되는 선 스펙트럼이다. 물리학에서 이는 가장 효율적인(전기쌍극자) 경로를 통해 진행되는 과정이 아님을 의미한다.
이러한 천이가 일반적으로 "금지된" 것이긴 해도, 들뜬 상태가 된 원자핵, 원자 또는 분자에서의 자발적 발생에 관한 작은 가능성이 있다. 구체적으로 말하자면 그러한 들뜬 입자가 단위시간당 낮은 에너지 상태로 금지천이할 확실한 가능성이 있다는 것이다. 당연히 이 가능성은 선택규칙에 의해 허용되는 어떠한 천이보다도 훨씬 작다. 따라서 충돌 등을 통한 허용천이(permitted transition)를 통해 되어가라앉음(de-excitation) 상태가 될 수 있다면, 입자는 금지된 경로의 선택보다는 거의 확실하게 그러한 경로로 되어가라앉을 것이다. 그래도 대부분의 금지천이는 비교적 가능성이 없다. 허용천이를 통해 1 마이크로초만에 붕괴하는 상태와는 달리, 보통 수밀리초에서 수초 정도의 수명을 가지는 이런 상태(준안정상태)에서만 붕괴할 수 있기 때문이다. 다양한 "금지" 수준의 일부 방사성붕괴 계는 선택규칙에 의해 대부분 허용된 계의 변화에 의한 각각의 추가적인 엄청난 시간 만큼 수명을 엄청나게 늘릴 수 있다. 그러한 들뜬상태는 수년, 심지어 수십억 년까지 지속될 수 있다(매우 길어서 측정되기까지 했다).

## 천문학
금지 방출선은 극도로 낮은 밀도와 플라즈마, 바깥 공간 또는 지구의 극단적으로 높은 대기 각각에서 관측이 된다. 심지어 지구의 실험실 진공상태에서도 원자의 금지선이 방출될 수 있게 만들 수 있도록 역 들뜸 상태가 되기 전에 충돌이 일어나게 할 수가 있다. 그러나 자연환경 속에서, 밀도는 아마도 1큐빅센티미터 마다 몇 개의 원자가 존재할 것이다, 그것의 원자적 충돌은 가망성이 없는 상태이다. 이러한 상태 아래, 하나의 원자 또는 분자가 어떠한 이유에서 준안정 상태로 뜰뜬다면 이것은 거의 분명히 금지선 광자 방출에 의해서 붕괴된다. 준 안정상태 이후의 에너지 상태는 약간 일반적인 것이다. 금지천이는 공간 안의 극단적으로 낮은 밀도에 의해서 광자 방출이 특정 퍼센트를 측정할 수 있다.
금지선 천이는 원자 또는 분자의 종류의 특징을 주변에 괄호(특히 [])안에 위치하여 나타낸다. (예를 들면 [OⅢ]또는 [SⅡ]) 질소의 금지선([NⅡ] 654.8 그리고 658.4 nm에서 관측), 황([SⅡ]671.6 그리고 673.1nm에서), 그리고 산소([OⅡ372.2nm에서 그리고 [OⅢ] 495.9 그리고 500.7nm에서)는 일반적으로 천문학적인 플라즈마에서 관측된다. 이들 선은 행성상 성운과 HⅡ 지역과 같은 경우 에너지 균형에 매우 중요한 역할을 한다. 또한 금지 21cm 수소선은 전파천문학에서 매우 차가운 수소 가스를 보는 것을 허락해 주기 때문에 중요하다.

## 참고 문헌
- Osterbrock, D.E., Astrophysics of gaseous nebulae and active galatic nuclei, University Science Books, 1989, ISBN 0-935702-22-9.